# Barylypa meridionator
Barylypa meridionator är en stekelart som beskrevs av Aubert 1963. Barylypa meridionator ingår i släktet Barylypa och familjen brokparasitsteklar. Inga underarter finns listade.